# 巴氏寬杜父魚
巴氏寬杜父魚，為輻鰭魚綱鮋形目杜父魚亞目隱棘杜父魚科的其中一種，為深海魚類，分布於西北太平洋日本海海域，棲息深度20-300公尺，體長可達36公分，棲息在底層水域，生活習性不明。